# Фрідріх Ланг
Фрідріх Ланг (нім. Friedrich Lang; нар. 12 січня 1915, Мариш-Трубау — пом. 29 грудня 2003, Ганновер) — німецький військовий льотчик-ас за часів Третього Рейху. Один з найвідоміших та найрезультативніших німецьких бойових льотчиків пікіруючого бомбардувальника Ju 87 «Штука». У складі Люфтваффе бився від першого до останнього дня Другої світової війни, здійснив 1 008 бойових вильотів, жодного разу не був збитий, ніколи не здійснював аварійну посадку та не залишав свого літака в разі його ураження противником. Майор (1943) Люфтваффе. Кавалер Лицарського хреста Залізного хреста з Дубовим листям та Мечами (1944).
Після створення Бундесверу — продовжив службу в лавах військово-повітряних сил Західної Німеччини, де пройшов шлях до оберста Люфтваффе.

## Біографія
Фрідріх Ланг народився 12 січня 1915 у невеликому богемському містечку Мариш-Трубау поблизу Брно в сім'ї професора гімназії. У 1919 його батько був призначений директором німецької гімназії до Черновіци в провінції Буковина на території Австро-Угорщини.
Військова кар'єра
- жовтень 1935 — солдат
- 1 січня 1938 — лейтенант
- червень 1940 — обер-лейтенант
- червень 1942 — гауптман
- 1 вересня 1943 — майор

- 1961 — оберст

З дитинства Фрідріх захоплювався авіацією, займався авіамоделюванням. У 1931 вперше сам піднявся в повітря на двомоторному біплані Фарман «Голіаф». У 1932 він закінчив німецьку гімназію, й вступив до університету в Чернівцях, де протягом чотирьох семестрів вивчав там фізику і математику. У жовтні 1934 батьки Ланга переїхали до Німеччини, де в університеті Бреслау молодий юнак продовжив навчання авіабудування. 17 квітня 1935 Ланг отримав громадянство Третього Рейху.
Влітку 1935 Фрідріх Ланг зміг пройти в Бреслау первісну льотну підготовку, а в жовтні був призваний на військову службу. Спочатку Фрідріх був призначений у 28-й піхотний полк, розквартирований в Нойштадті у Верхній Сілезії. У березні 1936 для проходження вже льотної підготовки Ланг прибув до авіашколи в Дрездені.
1 січня 1938 отримав первісне офіцерське звання лейтенанта. Він літав на літаках Do-23, Ju-52 і He-46 і збирався стати пілотом бомбардувальника. Проте, у червні 1938 несподівано отримав призначення до штурмової авіації. На початку липня молоді пілоти прибули для проходження курсу навчання до Бреслау-Шенгартен, де розпочали тренування спочатку на Hs-123, а згодом на нових Ju-87A.
З початком німецької агресії в Польщі, лейтенант Ф.Ланг у складі I./StG2 здійснив свій перший бойовий виліт, атакувавши польський аеродром в Кракові. Потім були атаки польських військ, оточених в районі Кутно. Під час нальотів на фортецю Модлин німецькі льотчики вперше зіткнулися з сильним і добре організованим зенітним вогнем, з яким їм потім під час війни щодня доведеться мати справу. За Польську кампанію у вересні 1939 лейтенант Ланг отримав свою першу нагороду — Залізний Хрест 2-го класу.
У травні 1940 I./STG2 Ланга брала участь спочатку в боях у Бельгії, у тому числі підтримувала німецький десант, що висадився на форт Ебен-Емаель, та в Голландії, а потім і у Франції, бої за Седан, у районі Арраса, полювання за французькими танками. Близько 100 Ju-87 атакували укріплення в районі Кале, повітряні бої над Дюнкерком з англійськими винищувачами. 8 червня 1940 під час бойового вильоту Ланг отримав важке поранення.
У червні 1940 Лангу було присвоєно звання обер-лейтенанта, і він був нагороджений Залізним Хрестом 1-го класу.
Після одужання офіцер повернувся до строю, та на початку січня 1941 I./StG2 після короткої зупинки в Котбусі була перекинута на аеродром Бад Веслав південніше Відня. Екіпажі юнкерсів проводили тренувальні польоти в гірській місцевості, готуючись до майбутніх боїв на Балканах. У лютому 1941 I./StG2 перелетіла в Бухарест, де її пілоти продемонстрували своє вміння королю Румунії Міхаю.
6 квітня 1941 почалося німецьке вторгнення в Югославію, а трохи пізніше й в Грецію, і «Штуки» I./STG2 підтримували наступаючі передові частини. У цей час обер-лейтенант Ланг обіймав посаду офіцера з технічного забезпечення групи.
Наприкінці травня група базувалася на аеродромі Мола в Греції і брала участь у боях над Критом. Протягом 22 травня Ju-87R з I./StG2 здійснили 6 бойових вильотів, атакуючи англійські кораблі в затоці Суда і позиції англійців навколо аеродрому Малеме. Попри сильний зенітний вогонь, вони змогли потопити британський есмінець HMS «Грейхаунд». 23 травня обер-лейтенант Ланг разом з іншими пілотами I./STG2 потопив у районі Скарпанто ще два англійських есмінця, HMS «Келлі» і HMS «Кашмір».
На початку червня 1941 група обер-лейтенанта Ланга була терміново перекинута з острова Родос, де базувалася, спочатку в Котбус, а потім, після оснащення новими літаками, на польовий аеродром Прашнітц у Східній Пруссії.
З 22 червня 1941 Фрідріх Ланг брав участь у боях на Східному фронті, де «Штуки» I./STG2 під командуванням гауптмана Губертуса Гічхольда підтримували німецькі частини, що наступають в районі Білостока, Вільнюса і Вітебська. Потім група діяла в районі Ленінграда, озера Ільмень і Волхова, атакувала радянські кораблі в гавані Кронштадта. У жовтні Ju-87 з I./STG2 активно атакували радянські частини в районі Смоленськ — Вязьма — Калінін, підтримуючи наступ своїх військ на Москву.
7 жовтня 1941 обер-лейтенант Ланг був призначений командиром ланки 1./StG2, 23 листопада після 300 бойових вильотів він був нагороджений Лицарським Хрестом.
Наприкінці листопада I./STG2 була відкликана до Німеччини і прибула на аеродром Беблінген, де німецькі льотчики отримали команду на відпочинок й переозброєння на новітні Ju-87D-l з метою подальшої передислокації на фронт у Північну Африку. Однак вже 6 січня 1942 група I./STG2 знову повернулася на Східний фронт, й перебазувалися на аеродром у Дно, Псковська область.
Надалі протягом зими-весни група Ф.Ланга брала участь у боях в районі Волхова, Дем'янська і Холма в Новгородській області.
У травні 1942 I./StG2 знову була відкликана з фронту для поповнення та відпочинку, але цього разу в Австрію на аеродром Талерхоф в районі Граца.
У червні 1942 Лангу було присвоєно звання гауптман.
До початку літнього наступу Вермахту 1942 року I./STG2 знову прибула на Східний фронт, але вже на південну ділянку. Тепер її «Штуки» підтримували дії німецьких частин у районі Воронеж-Калач-Ростов. 23 серпня 1942 гауптман Ланг здійснив свій 600-й бойовий виліт.
21 листопада 1942 гауптман Ланг був нагороджений дубовим листям до Лицарського Хреста (Nr. 148). Одночасно він був переведений в штаб 4 повітряного флоту на посаду офіцера зв'язку.
1 квітня 1943 Ланг був призначений командиром III./StGl замість майора Пітера Гасманна і зміг знову продовжити бойові вильоти. 1 вересня 1943 йому було присвоєно звання майора.
У липні 1943 група Ф.Ланга брала найактивнішу участь у масштабному наступі німецьких військ на Курській дузі. Іноді інтенсивність дій льотчиків штурмової авіації становила 5-6 бойових вильотів на добу, нерідко пікіруючі бомбардувальники Ланга вступали у сутичку з радянськими винищувачами.
Після переходу військ Червоної армії у наступ, штурмова група була передислокована на аеродром Брянська, а у міру відступу Вермахту на Почеп й Сещинський аеродром. У вересні — жовтні група Ланга діяла з аеродрому в Бобруйську, підтримуючи свої війська в районі Рогачова та атакуючи радянські війська, які намагаються переправитися через Дніпро. У середині листопада авіаційний підрозділ передислокований до Вільнюса.
На початку січня 1944 група перелетіла на аеродром у Полоцьку та Орші, звідки Ju-87 діяли проти радянських військ у районі шосе Смоленськ-Вітебськ.
10 березня 1944 група була знову відкликана до Вільнюса, де вона першою серед штурмових авіагруп розпочала отримання на озброєння одномісних FW-190. Усі бортстрільці з «юнкерсів» були переведені в інші групи та ескадри, а деякі вирушили в авіашколи, щоб пройти перепідготовку на пілотів. Серед останніх був і обер-фельдфебель Алоїз Берндл, разом з яким Ланг з вересня 1940 по березень 1944 виконав 880 бойових вильотів. Вони були відмінним, злагоджено діючим екіпажем.
7 березня 1944 південніше Вітебська майор Ланг здійснив свій 1000-й бойовий виліт.
1 травня 1944, після остаточного завершення перепідготовки, він передав командування над III./SG1 командиру І./ SG151 гауптману Карлу Шрепферу.
1 липня майор Ланг був призначений командиром навчально-бойової ескадри SG101, що базувалася в містечку Вишау близько Брюнна, розташованого всього в декількох кілометрах від того місця, де він народився.
2 липня 1944 Ланг був нагороджений мечами до Лицарського Хреста (№ 74), до яких він був представлений за 1000 бойових вильотів.
8 лютого 1945 отримав важке поранення командир SG2 оберст Ганс-Ульріх Рудель, і наступного дня майор Ланг був призначений виконувачем обов'язків командира ескадри SG2. 13 лютого Ланг здійснив свій перший бойовий виліт на FW-190, який став його останнім, 1 008 бойовим вильотом. В ході атаки радянських танків в районі між Голдбергом і Бунцлау літак Ланга отримав ушкодження. Йому вдалося «дотягнути» до аеродрому, але при посадці «Фокке-Вульф» перекинувся, і Ланг отримав поранення.
Завершення війни у Європі Ланг зустрів у місті Гайльбронн на південний схід від Штутгарта. Склавши відповідні іспити, він почав працювати шкільним вчителем у розташованому поблизу містечку Гунделсгаймі-на-Неккарі. Однак, у травні 1946 на вимогу американської окупаційної влади, Ланг, як колишній офіцер Люфтваффе, був звільнений.
У листопаді 1946 Ланг отримав дозвіл переїхати на північ Німеччини в місто Ноймюнстер у Гольштейні, де став працювати каменярем. У 1947 він одружився. У 1950 Ланг з сім'єю переїхав до Бремена, де на той час вже жили його батьки, виселені в числі інших німців з Сілезії. У тому ж році, склавши іспити, він вступив у Бремені до будівельної школи. Закінчивши її, він потім до 1955 працював в ролі інженера-будівельника.
1 січня 1956 Ланг поступив на службу у знову формовані Бундеслюфтваффе. Однак, до свого великого розчарування, він уже не міг більше літати, тому що лікарі виявили у нього захворювання судин.
У 1960—1963 Ланг служив на посаді командира школи Люфтваффе. У 1961 р. йому було присвоєно звання оберста. З 1967 і до відходу у відставку в 1971 Ланг був командиром, т. зв. 22-го оборонного району (нім. Verteidigungbezirk 22) у Ганновері.
Фрідріх Ланг помер 29 грудня 2003 у Ганновері у віці 88 років.